# Diagramma di Schlegel

Diagrammi di Schlegel di alcuni poliedri

Raffigurazione bidimensionale di una rappresentazione tridimensionale di un ipercubo quadridimensionale

In geometria, un diagramma di Schlegel è uno strumento utile per descrivere poliedri e più generalmente politopi di dimensione arbitraria.
Il diagramma di Schlegel non deve essere confuso con lo sviluppo piano di un poliedro.

## Definizione
Il diagramma di Schlegel di un poliedro nello spazio è un diagramma nel piano, ottenuto proiettando il poliedro sul piano. Il diagramma è in realtà un grafo, con vertici e spigoli.
Più in generale, un diagramma di Schlegel è un oggetto geometrico ottenuto proiettando un politopo di dimensione {\displaystyle n}, contenuto nello spazio euclideo {\displaystyle \mathbb {R} ^{n}}, su un iperpiano di dimensione {\displaystyle n-1}. Ad esempio, un diagramma di Schlegel di un politopo quadridimensionale come l'ipercubo è un oggetto contenuto nello spazio tridimensionale, che ne descrive una proiezione. Tale oggetto è generalmente formato da vertici, spigoli e facce corrispondenti a quelle del politopo.